# Mervyn Davies
Thomas Mervyn Davies (Swansea, 9 de diciembre de 1946 – 15 de marzo de 2012) fue un rugbista británico que se desempeñó como octavo. Representó a los Dragones rojos de 1969 a 1976.

## Biografía
Se casó dos veces y tuvo un hijo e hija con su primera esposa, además de sus tres hijastros del segundo matrimonio.
Un fumador desde joven, padecía tabaquismo y se le diagnosticó cáncer de pulmón en noviembre de 2011. Falleció cuatro meses más tarde.

## Carrera
Debutó en la primera del London Welsh RFC en 1968, jugó con ellos hasta 1972 y se trasladó a Swansea RFC, donde se retiró por continuas lesiones a la cabeza en 1976.
Estaba jugando las semifinales de la Copa Galesa contra el Pontypool RFC cuando perdió el conocimiento; había sufrido una hemorragia subaracnoidea y los médicos le prohibieron seguir jugando. Cuatro años antes se había desmayado tras un golpe jugando y erróneamente le habían diagnosticado meningitis.
Su último partido fue con los Barbarians, siendo el capitán y enfrentó a los Wallabies. Ese año la BBC Wales lo eligió el Deportista del Año.

## Selección nacional
Fue convocado a Gales para el Torneo de las Cinco Naciones 1969 y debutó contra el XV del Cardo. Los Dragones rojos obtuvieron el título.
Su trayectoria coincidió con la era más importante de la selección, habiendo ganado el Torneo de las Seis Nacionescuatro veces. Disputó 38 pruebas, todas como titular y anotó dos tries.

### Leones Británicos
En 1971 el técnico Carwyn James lo seleccionó a los Leones Británicos e Irlandeses, para participar de la temida Gira a Nueva Zelanda. El desempeño de Davies contra los All Blacks es considerado el más alto de los Leones, Colin Meads dijo: «fue el jugador que tuvo el impacto más grande, particularmente por su marca sobre Brian Lochore a quien le impidió jugar el balón y eso desmoralizó a todo el pack».
En 1974 el irlandés Syd Millar lo convocó a la dura gira por Sudáfrica. Nuevamente el rendimiento de Davies fue extraordinario y el capitán Willie McBride e Ian McLauchlan dijeron que fue incluso mayor al anterior.
Muchos esperaron a Davies como el capitán para la Gira de Nueva Zelanda 1977 (antes de su triste retiro). En total disputó ocho partidos internacionales y no anotó tries.

## Estilo de juego
Es considerado uno de los mejores jugadores de la historia, el segundo octavo británico más destacado tras Lawrence Dallaglio, por su agresividad y compromiso. Desde 2014 es miembro del World Rugby Salón de la Fama.
Destacó su juego de línea, la habilidad para manejar la pelota (incluida la descarga en situaciones difíciles), el compromiso, la fuerza mental y la anticipación.
En 2001 fue incluido en el Salón de la Fama del Rugby y en una encuesta de los fanáticos galeses en 2002, fue votado como el Mejor Capitán Galés de la Historia y el Mejor Octavo de Gales.

## Palmarés
- Campeón del Torneo de las Seis Naciones de 1969, 1971, 1975 y 1976.
- Campeón del Campeonato de Gales (no oficial) de 1971-72.